# Lisszaboni patriarkátus
A Lisszaboni patriarkátus a római katolikus egyház egyik patriarkátusa Portugáliában. A pátriárkai székhelye Lisszabon városában található

## Korábbi főpapok
- Lisszaboni püspökök, érsekek és pátriárkák listája

## Szomszédos egyházmegyék
- Leiria–Fátimai egyházmegye (észak)
- Santarémi egyházmegye (Portugália) (északkelet)
- Évorai főegyházmegye (kelet)
- Setúbali egyházmegye (dél)